# رون يانزن
رون يانزن (بالهولندية: Ron Janzen)‏ هو لاعب كرة قدم هولندي في مركز قلب الدفاع، ولد في 5 يناير 1994 في بايله ‏ في هولندا. لعب مع آر كي سي فالفيك ونادي كامبور.

## وصلات خارجية
- رون يانزن على موقع قاعدة بيانات كرة القدم.إي يو (الإنجليزية)
- رون يانزن على موقع Soccerway.com (الإنجليزية)